# Morgane Moncomble
Pour les articles homonymes, voir Moncomble.
Œuvres principales
- Viens on s'aime (2017)
- Aime moi je te fuis (2018)
- Nos âmes tourmentées (2019)
- Falling again (2020)
- L'as de coeur (2021)
- La saga Seasons (2023-2024)

Morgane Moncomble, née en 1996 à Argenteuil (Val-d'Oise), est une autrice française spécialisée dans le genre de la romance.
Elle a écrit depuis ses débuts une dizaine de romans, dont L'As de cœur, En équilibre, Nos âmes tourmentées. Plus récemment, elle a écrit une nouvelle série, Seasons, série qui comporte quatre tomes : Un automne pour te pardonner, Un hiver pour te résister, Un printemps pour te succomber et Un été pour te retrouver. Tous ses romans sont publiés chez Hugo Publishing, depuis ses débuts. En novembre 2022, elle est sacrée meilleure New Romance 2022. Être sacrée « meilleure New Romance » signifie qu'un livre ou un auteur a été reconnu comme étant le meilleur dans le genre de la New Romance, généralement par un prix ou une distinction décernée par un jury, un public ou une organisation. Ce titre indique que l'œuvre se distingue par sa qualité d'écriture, son originalité et sa capacité à toucher les lecteurs dans le cadre de ce genre littéraire particulier, qui explore des histoires d'amour passionnées et intenses avec des personnages souvent complexes.

## Biographie
Morgane Moncomble est la fille de parents divorcés, respectivement assistante de formation et conducteur de chantier, et est l'aînée d'une famille de cinq enfants. Passionnée de littérature, Morgane Moncomble commence à écrire des romans à l’âge de douze ans. Ses genres de prédilection sont alors la fantasy et la science-fiction. Autrice autodidacte issue d’une « famille qui ne lit pas », elle fait des études de lettres modernes à la Sorbonne Nouvelle, dont elle finit diplômée.

### Premiers pas dans l’édition
En 2016, elle se fait connaître sur la plateforme d’écriture Wattpad avec son premier roman Viens, on s’aime. Sa carrière ne fait alors que commencer puisqu'une de ses lectrices soumet son manuscrit à la maison d'édition Hugo Publishing. Depuis ses débuts elle a écrit pas moins de six romans, dont L'As de cœur, En équilibre et Nos âmes tourmentées, Un automne pour te pardonner, tous publiés chez cette même maison d'édition.
Elle signe ensuite un contrat chez Hugo Publishing et publie son premier roman Viens, on s’aime au format papier. Vendu à 13 000 exemplaires, il rencontre un succès immédiat en librairie, ce qui la pousse à écrire en 2018 un roman spin-off Aime-moi je te fuis. Ses deux premiers romans s'écoulent à plus de 35 000 exemplaires, ils marqueront le début d'une carrière prometteuse.

### Romancière à succès en New Romance
Traduits en allemand, en russe et en espagnol et d'autres langues, les romans New Romance de Morgane Moncomble se tournent vers un marché international. En 2018, elle fait la tête d'affiche du Festival New Romance organisé par la maison d'édition Hugo Publishing.
Son roman, L’As de pique (Hugo Publishing) sorti en septembre 2022, est une nouvelle romance centrée sur des personnages déjà plus au moins connus de son œuvre ayant fait grand bruit sur les réseaux sociaux L'As de coeur. Pour l’instant spécialisée dans la New Romance, Morgane Moncomble s’intéresse également au Young Adult et à la fantasy.
Multipliant les succès en librairie, Morgane Moncomble n'a pourtant publié qu'une dizaine de romans faisant plus de 500 000 exemplaires vendus en France en 2023 la plaçant ainsi à la dixième place des auteurs les plus vendus du pays cette même année.
Ayant longtemps envisagé l’écriture de scénarios, elle travaille depuis 2021 pour 1492 Studio (filiale d’Ubisoft) en tant qu’autrice d’histoires interactives. Rapidement, elle écrit la saison 1 du jeu Is It Love? Cameron, puis elle travaille sur la saison 2 Is It Love? Daryl. L'autrice annonce ensuite l'écriture d'une série en 4 tomes dont le premier est sorti en 2023 et s'appelle Un automne pour te pardonner,. En novembre 2023, elle est sacrée Meilleure New Romance 2023.

## Œuvres
- Viens, on s’aime, éditions Hugo Publishing, collection « New Romance », 2017  (ISBN 9782755634044)
- Aime-moi je te fuis, éditions Hugo Publishing, collection « New Romance », 2018  (ISBN 9782755638462)
- Nos âmes tourmentées, éditions Hugo Publishing, collection « New Romance », 2019  (ISBN 9782755643404)
- Valentin's Date, éditions Hugo Publishing, collection « New Romance », 2019 (ebook ISBN 1230003065488)
- Falling Again, éditions Hugo Publishing, collection « New Romance », 2020  (ISBN 9782755684704)
- L'As de cœur, éditions Hugo Publishing, collection « New Romance », 2021  (ISBN 9782755689471)
- En équilibre, éditions Hugo Publishing, collection « New Way », 2021  (ISBN 9782755687903)
- A whole new world, éditions Hugo Publishing, collection « New Romance », 2022 (ebook ISBN 9782755698725)
- L'As de pique, éditions Hugo Publishing, collection « New Romance », 2022  (ISBN 978-2755697803)
- Un automne pour te pardonner, Hugo Publishing, collection « New Romance », 2023
- Un hiver pour te résister, Hugo Publishing, collection « New Romance », 2024
- Un printemps pour te succomber, Hugo Publishing, collection « New Romance », 2024
- Un été pour te retrouver, Hugo Publishing, collection « New Romance », 2024
- True colors (coécrit avec Lylyblabla), collection « Hugo BD », 2021
- Unhappy New Year (coécrit avec Lylyblabla, Delinda Dane, Dahlia Blake, Magali Inguimbert), collection « New Romance », 2023
- True colors tome 2 (coécrit avec Lylyblabla), collection « Hugo BD », 2024